# L'ora di te
L'ora di te è il secondo album in studio di Carlo Denei cantautore, comico e autore televisivo.

## Descrizione
È una raccolta di canzoni pop cantautorali, dieci pezzi che mettono al centro della scena l’amore per la donna che ha sposato,  per la sua città e anche amore per il pianeta. 
Il lavoro è stato arrangiato a Genova, negli studi di registrazione del musicista Nicola Ursino.
Per presentare il cd, Denei ha messo in atto un originale escamotage: Dopo la presentazione ufficiale avvenuta in Viadelcampo29rosso, casa dei cantautori genovesi, è partito a piedi per raggiungere durante la settimana del Festival, la città di Sanremo. Il viaggio è durato otto giorni ed è stato seguito da media locali e nazionali. Denei ha percorso in tutto 146 km e il tragitto è stato accuratamente documentato tramite video postati sulle pagine social. Denei è stato inoltre insignito della carica di testimonial di una delle eccellenze della Liguria, il Pesto alla genovese e per l'occasione è partito con grembiule, pestello e mortaio. Alla partenza, avvenuta in Piazza De Ferrari, è stato salutato dallo chef Roberto Panizza, da tanti amici e artisti e dall'Assessore Paola Bordilli che ha tagliato in nastro di partenza. Colonna sonora del viaggio è stata la canzone Saremo a Sanremo, composta a quattro mani da Denei e Maurizio Martellini appositamente per l'occasione ma non presente tra le tracce del cd L'Ora di te.

## Copertina
La copertina è una fotografia scattata da Laura Longoni, moglie di Denei, dal terrazzo di casa a Sestri da dove svettano le gru della Fincantieri. L'immagine è stata sovrapposta a quella di una foto che ritrae Carlo Denei, scattata dal fotografo Angelo Lavizzari. Il libriccino interno contiene altre foto scattate da Laura Longoni e una dedica al padre di Carlo Denei. Sul retro è presente una tazzina da caffè. La grafica del cd è a cura di Paolo Valdenassi di AS360 e di Riccardo Denei. Grazie al suo resistentissimo involucro di plastica, il cd è candidato ad entrare nel Guinness dei primati come il cd più difficile da aprire.

## Brani
Alberi è solo apparentemente una canzone ecologica. Parla di piante, ma anche di tolleranza. L’albero in molte occasioni è sinonimo di emigrazione. Un pioppo con le radici in Francia, libera un seme che viaggia per migliaia di chilometri e poi trova la terra fertile, magari in Grecia. Nessuno lo sa, nessuno protesta.
Miele amaro è stata scritta pensando ai racconti di  mia madre sugli episodi vissuti durante l’ultima guerra. Il cibo scarseggiava, quando c’era veniva dato ai bambini e gli adulti, spesso per mettere qualcosa nello stomaco sperando di addormentarlo, bevevano dell’acqua dicendo come la nonna di Denei: daggu da beie a famme, do da bere alla fame. Le guerre spesso non finiscono mai e devastano anche le persone che non muoiono. Chi è sopravvissuto a una guerra è morto dentro e conserva ricordi che non può dimenticare e noi abbiamo il dovere di farli conoscere.
Occhiali cinesi è una spensierata canzone d’amore. Occhiali Denei ne ha tantissimi e tutti di bassissima qualità per il semplice motivo che li perde. Avendo degli occhiali brutti, quando accade di smarrirli, non si arrabbia. È una canzone di disagio, che però diventa d’amore per gli occhi di sua moglie che, essendo più giovani dei suoi, non hanno bisogno che delle sue lusinghe.
Rami è un brano d’amore, amore folle e irrazionale per le sue radici. Parla di Genova, che così com’è oggi, non gli piace più. Ma è anche vero che la tua città è come una madre; non te la sei scelta, ci sei nato dentro, ci sei legato, e così la accetti senza condizioni. Non ti va più bene niente di lei, la detesti, a volte la odi e ti allontani , ma guai a chi te la tocca, guai a chi scrive cose brutte su di lei. È roba tua, roba che ami.
Infezione è un pezzo ecologista e pessimista: dal Vangelo secondo Fabrizio De André. Esplorando  Google Maps senza una meta precisa, così tanto per guardare le città dall’alto, una volta  Denei osservava queste macchie sul pianeta: Parigi, New York, Berlino. Macchie molto simili a quelle di una malattia. Nella canzone sono ottimista soltanto col mio pianeta di cui sciolgo la prognosi: guarirà.
Come farò vanta la collaborazione di due mostri sacri della nostra televisione come Ezio Greggio ed Enzo Iacchetti,  che hanno gentilmente inciso le loro voci nel brano. Il pezzo parla di un uomo che tenta goffamente di riorganizzarsi dopo la fine del suo matrimonio. All’interno di un cd a tratti serioso, regala l’effervescenza di cui il lavoro aveva bisogno.
Dopo la pioggia è una leggera poesiola che Denei ha composto nel 1990 guardando l’ombrello non come oggetto ma come amico, un amico che lo toglie dai guai ma che lui , distratto e irriconoscente, dimentica quando è passata la burrasca.
Lei e Genova riporta all’allegria. Ma, attenzione, si tratta della parodia di un’altra canzone di Denei, che nasce nel 1985 come pezzo serissimo, da tagliarsi le vene come si dice. A distanza di trent’anni l’ha ritrovata, ha riso molto di se stesso, poi ha deciso di trasformarla completamente.
Buenos Aires Roma, è una lettera che ha realmente scritto a una persona, trentacinque anni fa. Lei era andata a lavorare dall’altra parte del mondo e lui le scriveva e la pensava molto. Nonostante i suoi ventisei anni compiuti, viveva un amore adolescenziale; un grande amore ricambiato con una grande amicizia.
Pastrano è una canzone datata, Denei l'ha scritta quando aveva ventidue anni, e per lui allora il significato era molto semplice: si tratta della storia di un anarchico. Un ribelle che vive ai margini della società, ma quando si accorge che ci sono cose che a lui piacerebbe avere, diventa un po’ meno ribelle e prova ad entrare in una società, che gli va stretta, ma un po’ gli piace.

## Tracce
Testi e musiche di Carlo Denei.
1. Alberi
2. Miele amaro
3. Occhiali cinesi
4. Rami
5. Infezione
6. Come farò
7. Dopo la pioggia
8. Lei e Genova
9. Buenos Aires Roma
10. Pastrano

## Formazione
- Carlo Denei - voce
- Elisabetta Macchiavello - voce in Dopo la Pioggia
- Enzo Iacchetti ed Ezio Greggio - voci in Come farò
- Gli alunni della scuola elementare C.Marassi diretti dalla maestra Cristiana Roccella - voci in Miele Amaro
- Nicola Ursino - chitarre
- Davide De Muro e Alessandro De Muro - chitarre e buzuky in Miele Amaro